# Кенмор (Вашингтон)
Кенмор (англ. Kenmore) — місто (англ. city) в США, в окрузі Кінг штату Вашингтон. Населення — 23 914 особи (2020).

## Географія
Кенмор розташований за координатами 47°45′10″ пн. ш. 122°14′46″ зх. д. / 47.75278° пн. ш. 122.24611° зх. д. (47.752644, -122.246144).  За даними Бюро перепису населення США в 2010 році місто мало площу 16,20 км², з яких 15,93 км² — суходіл та 0,27 км² — водойми.

## Демографія
Згідно з переписом 2010 року, у місті мешкало 20 460 осіб у 7984 домогосподарствах у складі 5487 родин. Густота населення становила 1263 особи/км².  Було 8569 помешкань (529/км²).
Расовий склад населення:
| - 79,9 % — білих - 10,5 % — азіатів - 1,6 % — чорних або афроамериканців - 0,5 % — корінних американців - 0,3 % — вихідців з тихоокеанських островів - 2,5 % — осіб інших рас |

До двох чи більше рас належало 4,5 %. Частка іспаномовних становила 7,0 % від усіх жителів.
За віковим діапазоном населення розподілялося таким чином: 22,8 % — особи молодші 18 років, 65,3 % — особи у віці 18—64 років, 11,9 % — особи у віці 65 років та старші. Медіана віку мешканця становила 39,5 року. На 100 осіб жіночої статі у місті припадало 98,3 чоловіків;  на 100 жінок у віці від 18 років та старших — 95,9 чоловіків також старших 18 років.
Середній дохід на одне домашнє господарство  становив 106 107 доларів США (медіана — 90 427), а середній дохід на одну сім'ю — 119 481 долар (медіана — 102 262). Медіана доходів становила 76 688 доларів для чоловіків та 57 988 доларів для жінок. За межею бідності перебувало 8,6 % осіб, у тому числі 10,4 % дітей у віці до 18 років та 7,5 % осіб у віці 65 років та старших.
Цивільне працевлаштоване населення становило 10 784 особи. Основні галузі зайнятості: освіта, охорона здоров'я та соціальна допомога — 22,4 %, науковці, спеціалісти, менеджери — 18,2 %, роздрібна торгівля — 10,6 %, виробництво — 10,2 %.